# Episodi di Da Boom Crew
La prima stagione della serie televisiva animata Da Boom Crew è stata trasmessa dall'11 al 25 settembre 2004 dall'emitte televisiva Kids' WB. In Italia la serie è inedita.
| nº | Titolo originale               | Titolo italiano | Prima TV USA      | Prima TV Italia |
| -- | ------------------------------ | --------------- | ----------------- | --------------- |
| 1  | Droppin' Da Bomb               | -               | 11 settembre 2004 | inedita         |
| 2  | Statue of Limitations          | -               | ?                 | inedita         |
| 3  | Junk Planet                    | -               | 25 settembre 2004 | inedita         |
| 4  | Frogday Afternoon              | -               | 25 settembre 2004 | inedita         |
| 5  | Wanted!                        | -               | ?                 | inedita         |
| 6  | Boom vs. Doom                  | -               | ?                 | inedita         |
| 7  | Planet of Lost Lives           | -               | ?                 | inedita         |
| 8  | Baby Boom                      | -               | ?                 | inedita         |
| 9  | Ice Ice Planet                 | -               | ?                 | inedita         |
| 10 | The Crimson Raider             | -               | ?                 | inedita         |
| 11 | The Legendary Meemawzaza       | -               | ?                 | inedita         |
| 12 | The Hour of the Clipse: Part 1 | -               | ?                 | inedita         |
| 13 | The Hour of the Clipse: Part 2 | -               | ?                 | inedita         |